# Krikand
Krikanden (Anas crecca) er en meget almindelig trækfugl i Danmark, men fåtallig som ynglefugl.

## Kendetegn
Med sin længde på kun 37 cm og sit vingefang på 53-59 cm er det Danmarks mindste and. Den kan leve helt op til 15 år. I den hurtige flugt, hvor den kaster sig fra side til side, kendes den på de spidse vinger med grønt spejl omkranset af to hvide vingebånd. Det forreste vingebånd er det bredeste. Hannen har i pragtdragten brunt hoved med grøn maske bag om øjnene, sort næb, gul undergump og hvid stribe langs kropssiden. Hunnen ligner en hun gråand, men er meget mindre. Hannen i sommerdragt ligner hunnen.
Både det danske navn og det videnskabelige artsnavn henviser til stemmen.

## Levevis
Tidligere ynglede krikanden typisk i næringsfattige hedemoser, men netop disse er blevet ramt af tilførsel af næringssalte, opdyrkning og dræning. Op gennem 1900-tallet har bestanden af Krikanden derfor været støt faldende og nedgangen fortsætter den dag i dag, selv om den er begyndt at yngle mere i næringsrige søer, moser og strandsumpe .
Bestanden er anslået til være 50-250 ynglende par i Danmark (år 2000). Trækfuglene ses også i oversvømmede områder, i kystlaguner og andre vådområder. I Danmark findes den hovedsageligt ved Vadehavet, ved Limfjorden, Vejlerne, Vest Stadil Fjord og ved Ringkøbing Fjord. Derudover er den udbredt i hele den øvrige del af Norden. Den er vurderet som sårbar på den danske rødliste.

## Hvornår ses den?
Krikanden kan ses hele året, men er mest talrig på trækket forår og efterår.

## Føde
Føden består af insekter, eksempelvis myggelarver, og små snegle, som den indtager ved at bevæge sig langsomt fremad, idet den filtrerer mudderet med sit næb. Det sker også at den sætter hoved og hals under vand for at søge føde. Om vinteren lever krikanden af planteføde, især frø fra vandplanter.